# 巽孝之丞
巽 孝之丞（たつみ こうのじょう、元治元年12月29日（1865年1月26日） - 昭和6年（1931年）6月11日）は、戦前日本の財政家。横浜正金銀行ロンドン支店支配人、日仏銀行創立委員・取締役。中村啓次郎の実兄。小泉信三の祖父小泉文庫はいとこにあたる。息子に英文学者の巽豊彦、孫に米文学者でSF評論家の巽孝之がいる。

## 経歴
紀州藩士・吉川流砲術師範役であった吉川定之進の長男。幼名は豊吉。紀伊国那賀郡山崎村中野黒木十八番地に生まれる。
巽家を相続し、藩費留学生となり上京し慶應義塾に入学。同門に親戚の小泉信吉など。卒業後に小泉信吉の口利きで横浜正金銀行に入行する。以来、取締役、常務となるまで30年間、英国ロンドンで在任した。そのため、日本ではほとんど知られていないが、ロンドン財界で当時、巽と言えば銀行家の神様と言われるほどの尊敬を受けた。在英時代には、小泉信吉の長男小泉信三らのパトロンになった。
徳川頼倫の欧州漫遊に随行した。井上準之助や高橋是清といった日本の財政家からの信頼が厚く、日露戦争後に高橋が公債を募りに行った折りに、打ち合わせて香港上海銀行を引き入れ、日本外債引き受けの協議会を作るなど、ロンドンでお膳立をした。当時の日本は債務国であり、外国からの借款をいかに返済するかが国家財政の要となっていたが、国際経済会議への長年の参加により、欧米の経済界にきめ細かく太いパイプを持っていたため、パリ講和会議で若槻礼次郎、水町袈裟六、森賢吾、深井英五、津島寿一と共に日本全権委員随員となる。
1912年8月3日に日仏銀行が創立されるにあたり、日本側の資本が興銀、三井銀行、三菱銀行、第一銀行、横浜正金銀行の聞で分配されると、正金の代表として日本側取締役5名のうちの一人となる。
また、南方熊楠との交友も知られている。

## 栄典
- 1906年（明治39年）4月1日 - 勲五等双光旭日章[3]
- 1911年（明治44年）8月24日 - 金杯一組[4]
- 1920年（大正9年）9月7日 - 勲三等瑞宝章[5]